# فرد براشاو
فرد براشاو هو سياسي كندي، ولد في 1951 في Arborfield, Saskatchewan ‏ في كندا. نشط حزبياً في حزب ساسكاتشوان ‏. وقد انتخب عضو المجلس التشريعي في ساسكاتشوان ‏ عن دائرة Carrot River Valley ‏ خلال فترته النيابية ‏.